# Евда (приток Северной Двины)
Евда — река в России, протекает по Красноборскому району Архангельской области. Длина реки составляет 59 км. Площадь водосборного бассейна — 329 км².
Начинается в урочище Евдица среди берёзового леса. От истока течёт на север, у болота Чисть сворачивает на северо-восток. В верховьях берега реки покрыты лесом, в среднем и нижнем течении по берегам Евды стоят деревни Берёзовка, Мусаковская (нежил), Аксановская (нежил), Куликовская, Ворлыгинская, Хмелевская (нежил), Аникинская (нежил), Притесная (нежил), Сустигловская (нежил), Тиблица (нежил), Курорт Солониха (в восьми километрах от села Красноборск, в сосновом бору в долине Евды, в 3 км от автодороги «Архангельск—Красноборск—Котлас» и в 60 км от Северной железной дороги). В низовьях протекает через деревни Игнатовская, Чебыкинская Слободка, Власовская, Нагорье, Евдинский Погост (нежил), Бегулинская. Устье реки находится в 624 км по левому берегу реки Северная Двина на высоте 35 метров над уровнем моря.
Ширина реки в среднем течении — 10 метров, глубина — 0,3 м; в низовьях — 12 и 0,5 м соответственно. Скорость течения воды — 0,3 м/с.

## Притоки
Объекты перечислены по порядку от устья к истоку.
- 18 км: Нёрма[3] (пр)
- Глубец[3] (лв)
- Севаж[3] (пр)
- 34 км: Березовка[3] (пр)
- 45 км: Большой Севаж[3] (пр)
- Горевитый[3] (лв)
- Горевица[3] (лв)

## Данные водного реестра
По данным государственного водного реестра России относится к Двинско-Печорскому бассейновому округу, водохозяйственный участок реки — Северная Двина от впадения реки Вычегда до впадения реки Вага, речной подбассейн реки — Северная Двина ниже места слияния Вычегды и Малой Северной Двины. Речной бассейн реки — Северная Двина.
Код объекта в государственном водном реестре — 03020300112103000025575.